# Блокадопрорыватель

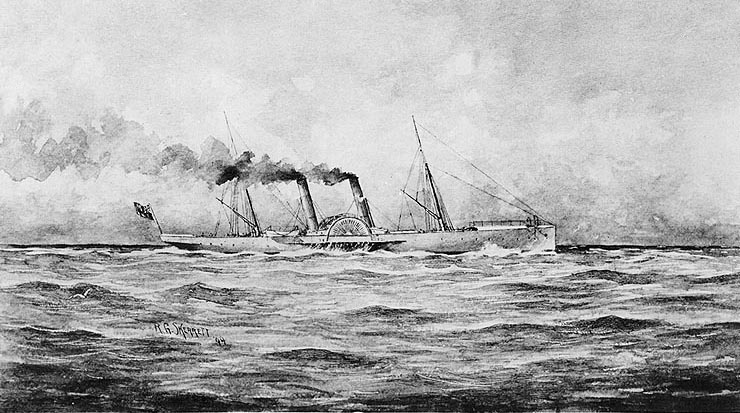
Banshee — блокадопрорыватель времён Гражданской войны в США, 1862.

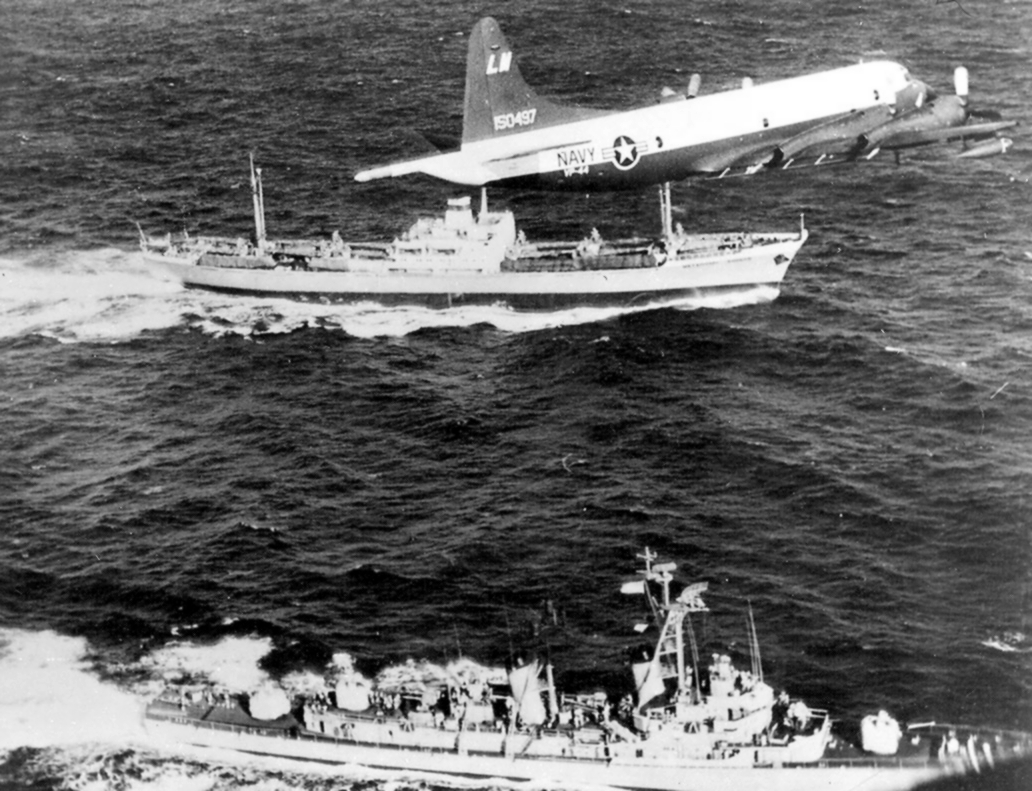
Советское торговое судно «Металлург Аносов» (блокадный бегун) идёт курсом на Кубу. Параллельным курсом идёт эсминец ВМС США Barry (DD-933), над ними пролетает самолёт Lockheed P-3A-20-LO «Orion» (BuNo 150497) патрульной эскадрильи VP-44. Карибский кризис, 10 ноября 1962 года. Фото с самолёта ВМС США, U.S. Navy National Museum of Naval Aviation.

Блокадопрорыватель — корабль или торговое судно, осуществляющее преднамеренный вход в блокируемый район или выход из него в целях оказания военной или экономической помощи государству, подвергшемуся блокаде, либо в иных целях, нарушающих режим блокады. Американцы и англичане называют такие торговые корабли блокадными бегунами (англ. Blockade runners), так как с целью прорыва блокады использовались торговые суда с наибольшей скоростью своего времени.
Блокадопрорыватель может быть захвачен или уничтожен блокирующими силами. Согласно международному праву, блокадопрорывателями не считаются госпитальные суда, санитарные транспорты, почтовые суда и суда невоюющих государств, по уважительным причинам не сумевшие вовремя покинуть блокируемый район или оказавшиеся в нём в силу форс-мажорных обстоятельств. Блокирующие силы вправе произвести опрос, остановить и досмотреть такие суда с целью выяснения их статуса.

## Наиболее известные морские блокады XIX и XX веков
- Морская блокада Юга — блокада властями Соединённых Штатов Америки против Конфедеративных Штатов Америки во время Гражданской войны в США.
- Морская блокада Германии в Первой и Второй мировых войнах, встречная блокада Великобритании немецкими подводными лодками — Битва за Атлантику.
- Блокада Кубы — с 1960 года по настоящее время.
- Блокада сектора Газа — с 2007 года по настоящее время.